# Tempestade tropical Lee (2011)
A tempestade tropical Lee foi a décima terceira tempestade nomeada e o décimo quinto sistema geral da temporada de furacões no Atlântico de 2011, desenvolvendo-se a partir de uma ampla perturbação tropical sobre o golfo em 1 de setembro. Foi designada como tempestade tropical Lee no dia seguinte. Antes de 2020, quando Marco se formou em 22 de agosto, Lee estava empatado com Maria de 2005 como a 13ª tempestade tropical do Atlântico que se formou mais cedo. O sistema era bastante grande e, devido à deriva, Lee trouxe inundações repentinas para a Costa do Golfo. As inundações associadas às chuvas causaram danos materiais significativos nas áreas, com mortes por afogamento relatadas no Mississippi e na Geórgia. Em outros lugares, a tempestade ajudou a espalhar incêndios florestais que destruíram casas e mataram duas pessoas no Texas, e um acidente de trânsito no Alabama resultou em uma morte. A prática do surfe offshore afogou uma pessoa em cada um desses estados. Depois de se tornar extratropical, Lee causou enchentes históricas na Pensilvânia, Nova Iorque e Canadá, principalmente em Quebec e Ontário.
Lee foi a primeira tempestade subtropical ou tropical a atingir a costa da Luisiana desde o furacão Gustav em 2008. Seu dano total foi estimado em cerca de US$ 2,8 mil milhões. Apesar dos danos e perdas de vidas causados pela tempestade, o nome Lee não foi aposentado e voltou a ser utilizado na temporada de 2017.

## História meteorológica
No final de agosto de 2011, grande parte do oeste do Caribe estava sob a influência de abundante humidade tropical. Combinada com diffluência superior favorável, a humidade permitiu a formação de uma área perpétua de clima perturbado; isso, em troca, contribuiu para a gênese de uma onda tropical fraca, ou uma característica alongada de baixa pressão nos níveis mais baixos da atmosfera. A onda iniciou uma deriva mais ou menos na direção oeste, depois na direção oeste-noroeste através da Península de Yucatán em direção ao Golfo do México, embora permanecesse amplamente desorganizada ao fazê-lo. Depois de chegar ao golfo em 31 de agosto, o sistema falhou em se desenvolver muito sob forte cisalhamento do vento inicialmente; no entanto, o Centro Nacional de Furacões previu algum potencial para a formação de um ciclone tropical em um ou dois dias. A forte convecção aumentou principalmente a leste durante o dia seguinte, e por volta das 23:00 UTC, dados de uma aeronave de reconhecimento confirmaram a presença de um centro de circulação fechado. Neste ponto, o sistema foi considerado suficientemente organizado para ser atualizado para uma depressão tropical, com seu centro localizado 255 mi (360 km) ao sudoeste da foz do rio Mississippi.
Situada em uma área de fracas correntes de direção, a depressão permaneceu quase estacionária durante os estágios iniciais de sua existência. Ele exibiu uma organização pobre na época; a circulação permaneceu alongada, com um amplo centro de ventos leves removido da massa convectiva cisalhada. Ao longo de 2 de setembro, a convecção começou a se aprofundar em sua porção oriental, que mais tarde se traduziu em um aumento dos ventos. Com base neste aumento de força, a depressão foi atualizada para tempestade tropical Lee às 18:00 UTC. Lee vagou erraticamente de norte a noroeste para norte pelo resto do dia, e com uma pequena parte superior baixa introduzindo ar seco na circulação, qualquer convecção profunda sobre seu semicírculo ocidental permaneceu escassa durante esse tempo. Em 3 de setembro, a tempestade sustentou um grande raio de ventos máximos dentro da circulação ainda alongada; esta estrutura incomum para ciclones puramente tropicais, combinada com uma aparência híbrida geral em imagens de satélite, sugeriu que Lee fez a transição para uma tempestade subtropical ao se aproximar da costa da Luisiana, semelhante à transição da tempestade tropical Allison em 2001.

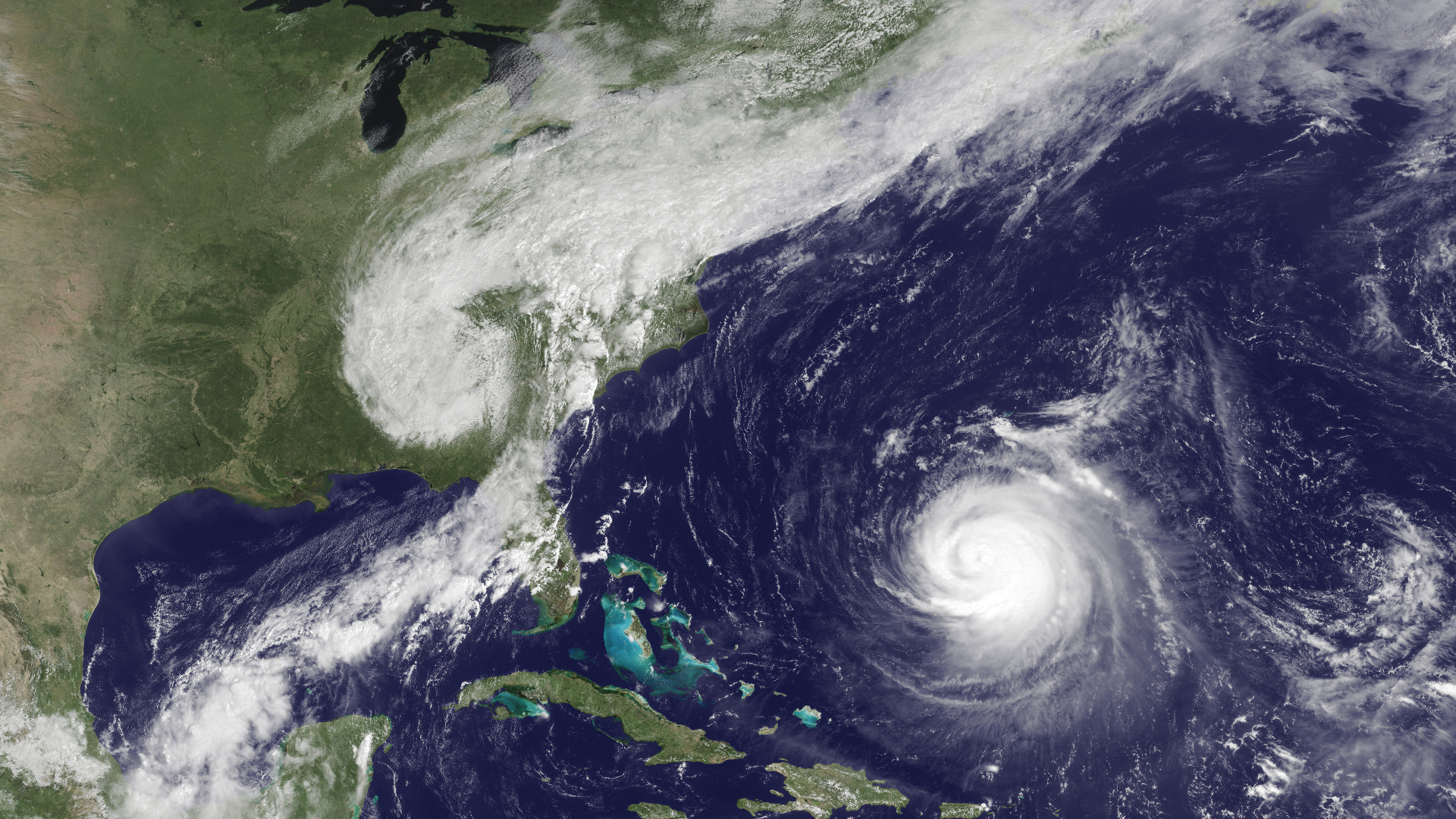
O remanescente extratropical da tempestade tropical Lee sobre o leste dos Estados Unidos, em 6 de setembro: o furacão Katia pode ser visto à direita

Parando na costa da Luisiana, o campo de vento da tempestade continuou a se expandir e aumentar em força, embora dois centros separados de baixo nível tenham se tornado evidentes dentro da circulação excessivamente grande naquele dia. Devido a uma grande parte da circulação remanescente nas águas quentes do Golfo do México, Lee enfraqueceu mais lentamente do que um ciclone tropical típico ao se mover para o interior. Lee finalmente mudou-se para o interior sobre o centro-sul da Luisiana na manhã de 4 de setembro como uma tempestade subtropical com ventos de 45 graus. mph (75 km/h). Naquela noite, Lee havia enfraquecido para uma depressão tropical nas estimativas operacionais, devido à interação da terra e ao ar continental sendo introduzido para o sistema. Lee tinha começado a interagir com uma forte depressão de nível superior (que posteriormente geraria o furacão Nate na Baía de Campeche alguns dias depois) no Vale do Mississippi enquanto continuava a se mover para o leste-nordeste. Foi designado um baixo extratropical adjacente à depressão na manhã de 5 de setembro, enquanto mantinha ventos com força de tempestade tropical de acordo com a pós-análise. Os remanescentes extratropicais enfraqueceram ainda mais em 6 de setembro, ao entrar no noroeste da Geórgia. No início de 7 de setembro, às 00:00 UTC, a baixa remanescente de Lee dissipou-se. No entanto, a circulação de nível médio da tempestade persistiu, desenvolvendo uma nova baixa de ponto triplo ao longo de sua frente ocluída, que rapidamente dominou a tempestade. Pelos próximos dias, a nova baixa fez um grande loop no sentido anti-horário sobre uma parte do leste dos Estados Unidos, antes de se dissipar em 11 de setembro, sobre o oeste do Tennessee.

## Preparações e impacto

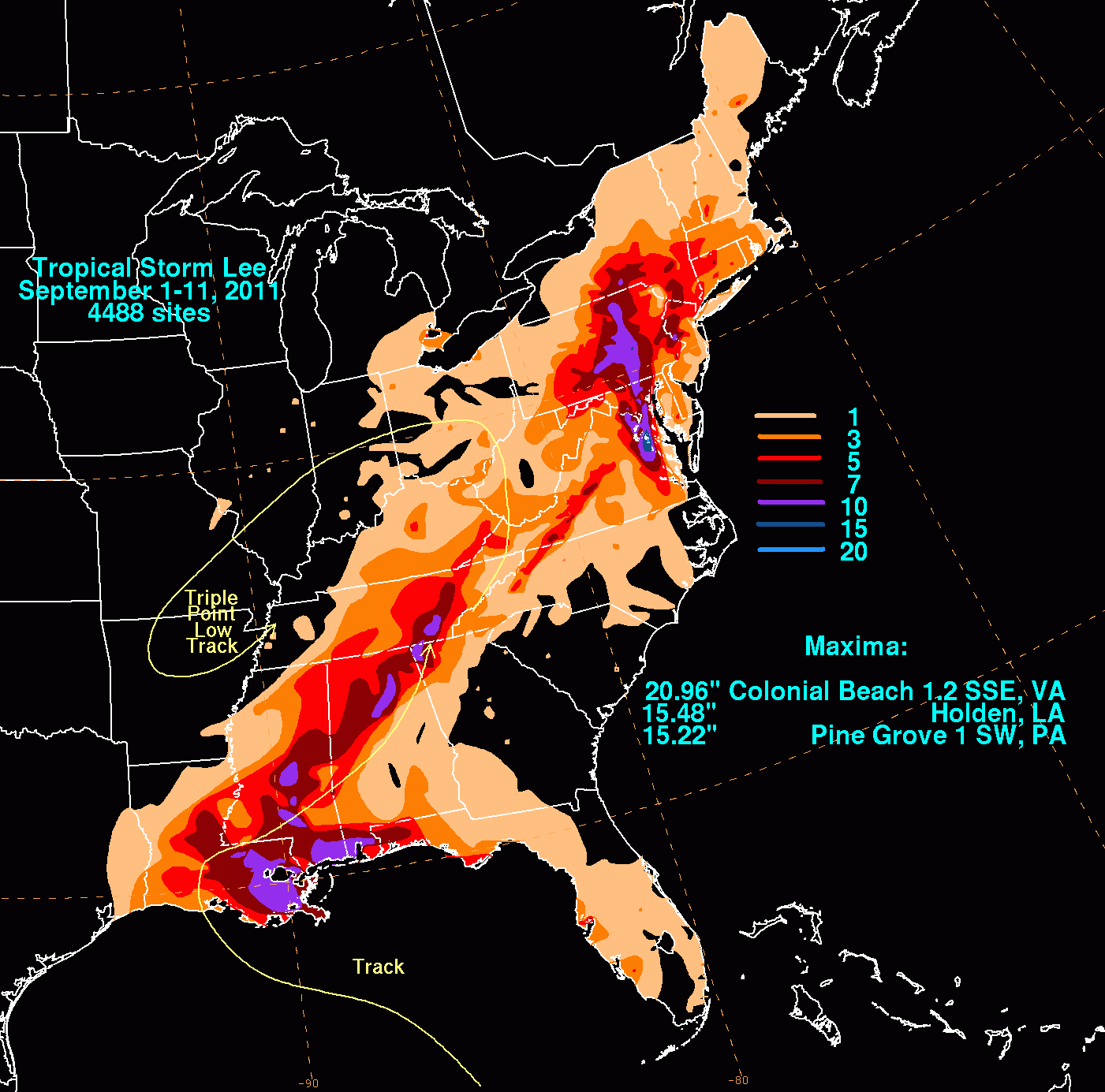
Total de chuvas de Lee em todo o leste e sudeste dos Estados Unidos

Antes da tempestade, as empresas de petróleo do Golfo do México ordenaram a evacuação dos funcionários das plataformas offshore como medida de segurança. Em antecipação a Lee, um Alerta de tempestade tropical foi postado de Pascagoula, Mississippi, a oeste para Sabine Pass, Texas. Início em 3 de setembro, o Aviso foi estendido para o Alabama – Florida fronteira. Além disso, um Alerta de tempestade tropical estava instalado na fronteira leste com Destin, na Flórida.

### Luisiana
O prefeito Mitch Landrieu declarou estado de emergência para toda Nova Orleães; as autoridades ordenaram o fechamento de comportas e a preparação de barcos de resgate em toda a cidade. Em Grand Isle, muitos residentes deixaram a cidade depois que as autoridades emitiram evacuações voluntárias e os proprietários de barcos protegeram seus navios. Além disso, as paróquias de Terrebonne e Lafourche, na Luisiana, distribuíram sacos de areia em vários locais costeiros depois que especialistas previram chuvas torrenciais e Avisos de enchentes foram emitidos.
Devido ao seu movimento incomumente lento e errático, Lee produziu chuvas torrenciais em grande parte do sul da Luisiana. Ventos contrários de Lee atearam um grande incêndio ao norte na paróquia de Natchitoches ; cerca de 400 acres de terra, incluindo 10 casas adjacentes e vários edifícios, foram incendiados e posteriormente destruídos. Os ventos fortes também produziram uma onda de tempestade que submergiu partes de Slidell em até 1.2 m (4 ft), inundando várias casas. Cerca de 38.000 residências em Nova Orleães ficaram sem energia em um ponto, embora apenas pequenas inundações tenham ocorrido ao redor da cidade. Áreas baixas em freguesias adjacentes relataram efeitos mais significativos; enchentes de rua ocorreram em Plaquemines e St. Bernard Parish, e as enchentes em Jefferson Parish levaram os residentes a evacuar. Movendo-se para a costa nesta última paróquia perto de Lafitte, a tempestade causou fortes chuvas, deixando cerca de 60 por cento da área inundada.

### Mississippi

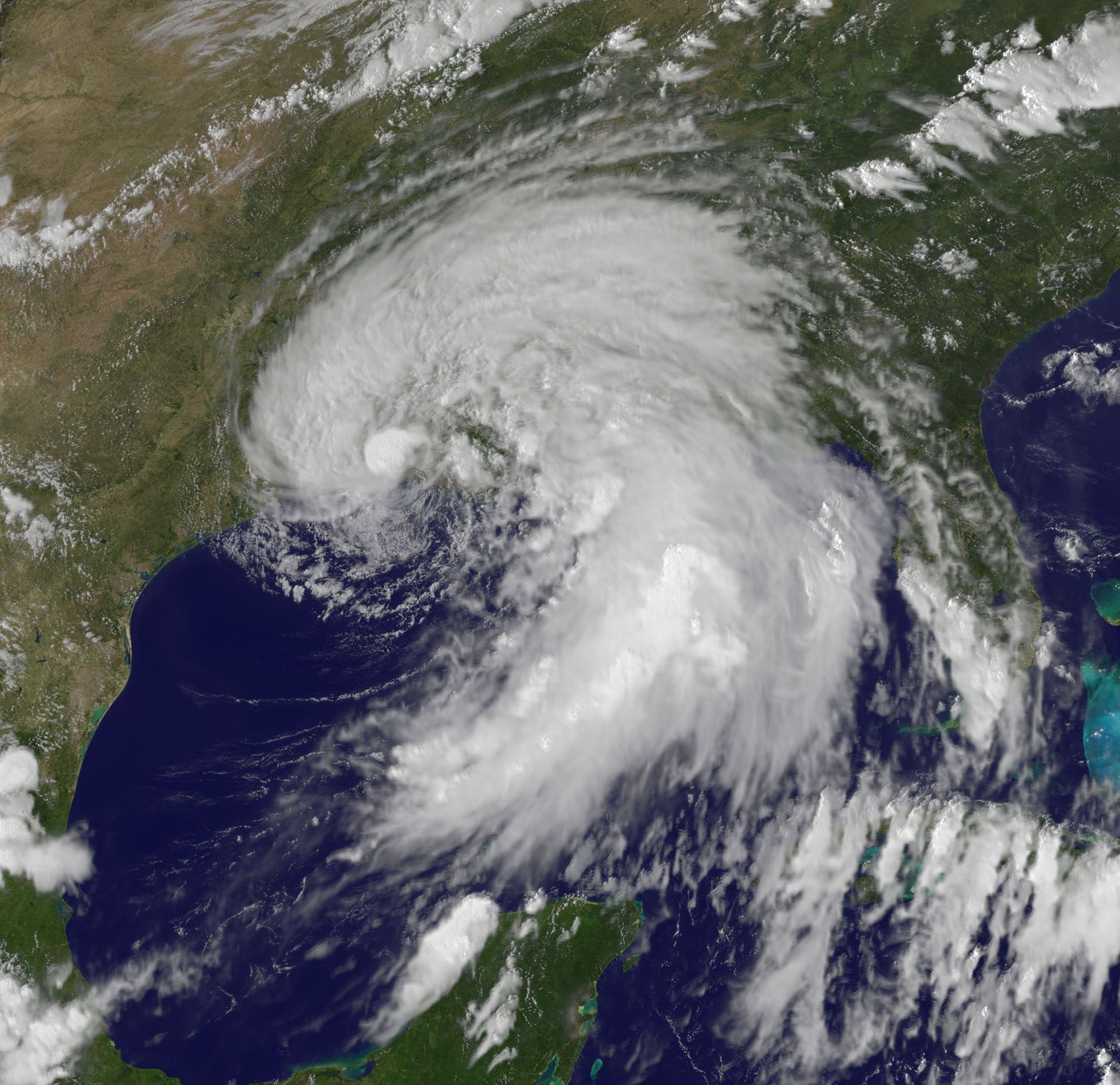
Tempestade subtropical Lee antes de atingir o continente em 3 de setembro

Devido à previsão de fortes chuvas para as áreas costeiras, grande parte do sul do Mississippi ficou sob vigilância de enchentes até a passagem da tempestade. O estado de emergência foi decretado para o condado de Jackson ; Os bombeiros locais iniciaram a distribuição gratuita de sacos de areia e o porto foi fechado para todos os navios transitórios. Preparativos semelhantes ocorreram no condado de Hancock, onde as autoridades emitiram evacuações voluntárias para áreas baixas. A precipitação total em Waveland, MS mediu 375 mm (14.75 in). O parque Gulf Islands National Seashore ordenou o fechamento imediato de suas partes das ilhas barreira Mississippi-Alabama, enquanto seus visitantes atuais foram instruídos a partir.
Em todo o estado do sul, o clima inclemente prolongado de Lee e seus remanescentes resultou em inundações generalizadas moderadas e extensas localizadas. Várias estradas foram inundadas nos condados costeiros de Hancock, Jackson e Harrison, com os dois últimos relatando danos materiais consideráveis devido às inundações. Um poderoso tornado atingiu o norte de Harrison, deixando para trás casas móveis demolidos e árvores derrubadas e linhas de energia em Saucier. No condado de Stone, algumas estruturas, incluindo uma igreja, sofreram danos causados pelo vento durante a tempestade; Autoridades relataram ainda que o pior dos ventos também foi atribuído a um possível tornado, que arrancou árvores e danificou gravemente uma casa manufaturada. Mais para o interior, inundações moderadas nas ruas também ocorreram nos condados de Rankin e Wilkinson, enquanto enchentes mais significativas, bem como falhas de energia esparsas, ocorreram no condado de Hinds. No condado de Tishomingo, um veículo foi envolto em águas turbulentas enquanto tentava atravessar uma estrada inundada; uma pessoa se afogou, embora seus outros dois ocupantes tenham saído ilesos.

### Alabama
Com Lee rastreando mais para o interior, forte precipitação de até 330 mm caiu no Alabama. No auge da tempestade, cerca de 220.000 clientes perderam energia devido ao rompimento de postes de eletricidade e linhas de energia. Ele causou danos significativos, embora localizados, do vento às estruturas nas áreas do sul, em particular nos condados de Mobile e Baldwin. Várias propriedades sofreram danos e duas casas foram demolidas pelos ventos; em todo o sul de Mobile, dezenas de árvores derrubadas causaram interrupções adicionais. Também no município, uma pessoa morreu em um acidente de trânsito relacionado à tempestade. Em Lillian, Baldwin, ventos extremos suspeitos de serem de um tornado varreram áreas suburbanas. Algumas casas foram danificadas em parte devido às árvores arrancadas, embora nenhum ferimento tenha sido relatado. Na costa de Fort Morgan, uma pessoa se afogou devido às ondas altas. Além disso, os ventos fortes sopraram montes de areia das praias locais para as ruas adjacentes da cidade, e o mar agitado varreu a costa de numerosos bolas de piche.

### Texas
Apesar de trazer pouca chuva para o Texas, Lee produziu rajadas e ondas fortes ao longo de suas costas. Ao largo de Galveston, um homem se afogou após perder o controle de seu bodyboard devido a fortes ventos. Enquanto Lee se dirigia para o interior ao longo da costa do Golfo, ventos fortes foram relatados como alimentando até 60 incêndios em arbustos separados em todo o Texas, que estava sofrendo com condições excepcionais de seca. O maior deles ocorreu no Condado de Bastrop, a leste de Austin, consumindo cerca de 34.000 acres; obrigou milhares de pessoas a evacuarem e destruiu 1.554 casas. No condado de Gregg, outro incêndio queimou uma casa, que resultou na morte de dois de seus ocupantes. Os incêndios que se espalharam queimaram quase 118.500 acres (480 km²) de terreno, demolindo simultaneamente cerca de 700 residências em um período de dois dias.

### Nova Iorque

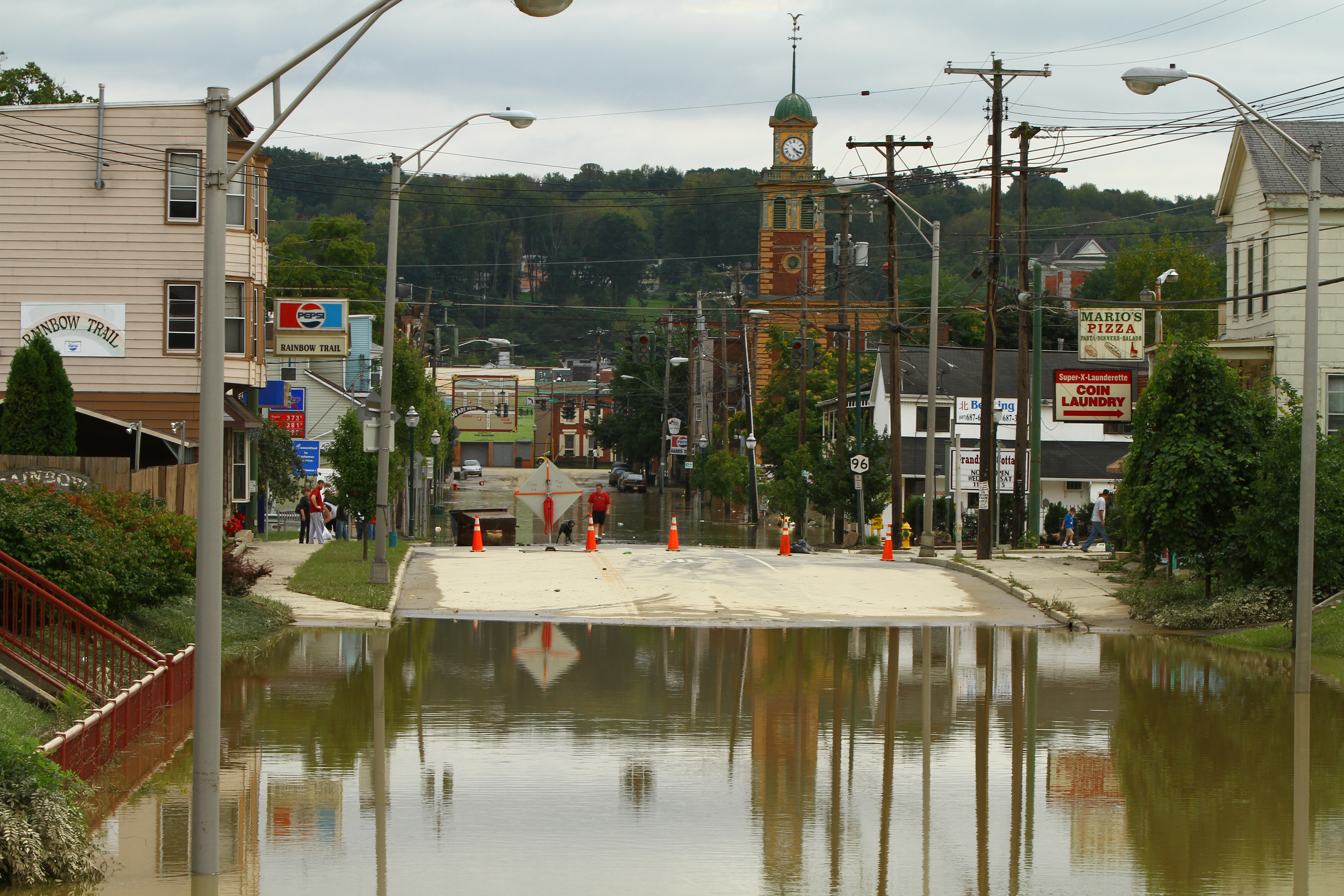
NY 96 em Owego permaneceu submerso vários dias depois, enquanto o rio Susquehanna recuava lentamente

A chuva forte dos remanescentes de Lee trouxe inundações para o vale do rio Susquehanna, reduzindo de 25 a 30 centímetros de precipitação. Na área de Binghamton, enchentes recorde foram observadas ao longo dos rios Susquehanna e Chenango. Os medidores de rios do USGS registaram níveis de água tão altos quanto 17 pés acima do estágio de inundação, superando os recordes anteriores alcançados na inundação no Atlântico Médio nos Estados Unidos em 2006. Em algumas áreas, como Conklin, vários residentes terminaram a reconstrução após as enchentes de 2006 poucos meses antes de Lee chegar.
A maioria dos municípios na Grande Binghamton e no Vale Penn-York viu os níveis de água chegarem ao topo dos diques, inundando várias áreas centrais ao longo do rio. Muitos dos locais submersos não tinham inundado desde meados da década de 1930, devido à construção de diques. Mais de 20.000 residentes foram forçados a evacuar no Condado de Broome, e o centro de Binghamton foi fechado. Os residentes que estavam a jusante das barragens de Forest Lake e Elk Lake foram evacuados. A aldeia de Owego foi particularmente atingida, com 95% da comunidade submersa. Na sequência, várias estradas foram fechadas, incluindo a Interestadual 88, que foi bloqueada por um deslizamento de terra, e a Rota 17 de NY.
Os danos materiais excederam em muito a enchente de 2006, apesar das precauções tomadas após o desastre natural. Em oito condados de Nova York, uma contagem inicial estimou as perdas iniciais em $ 562,2 milhões. No núcleo urbano de Triple Cities, mais de 7.000 propriedades foram danificadas. Os danos apenas no Condado de Broome foram estimados em US$ 513 milhões, enquanto no condado de Tioga, as perdas estimadas foram de $ 478 milhão. Duas mortes foram atribuídas à tempestade.

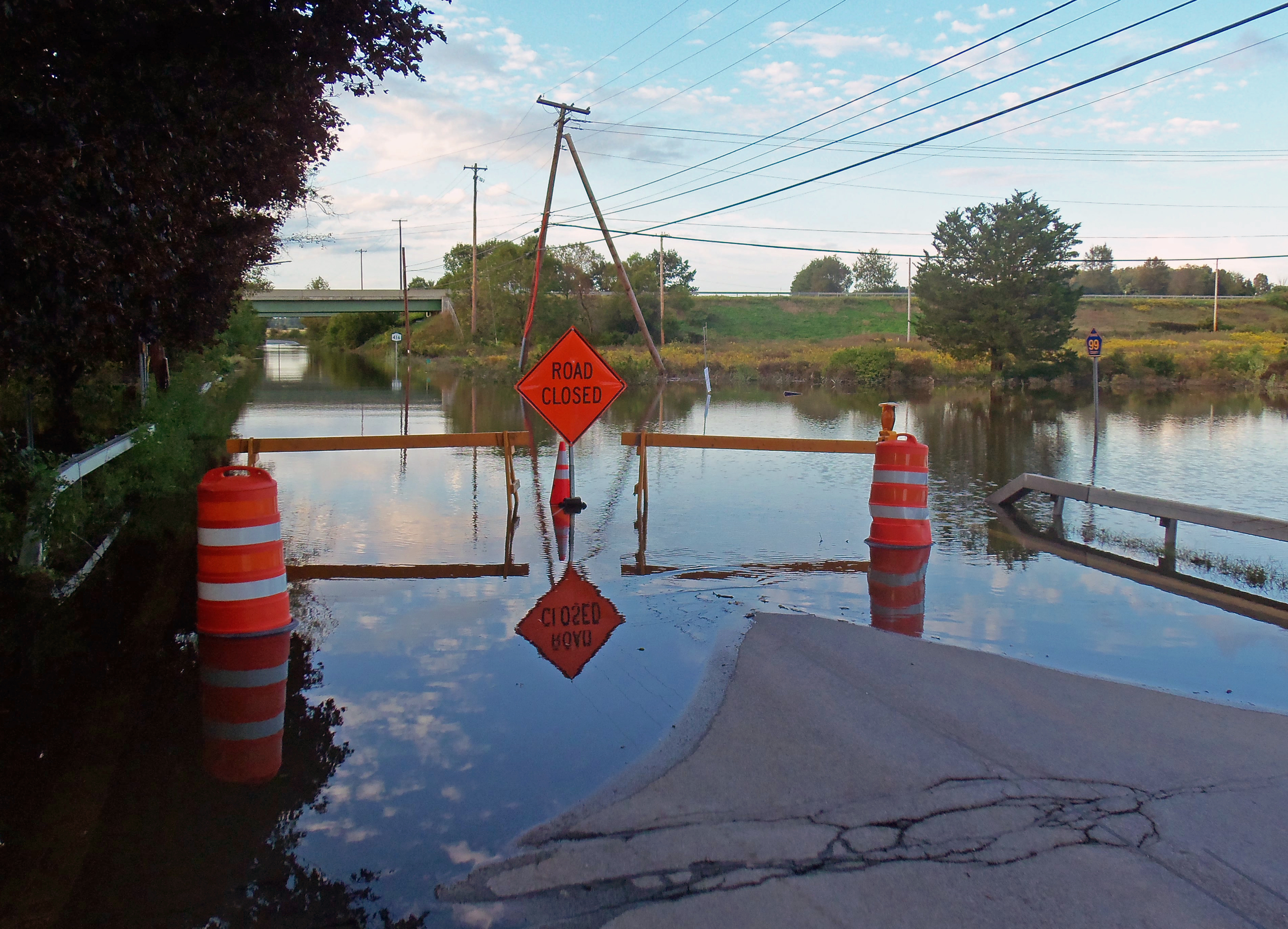
NY 416 inundado pelo rio Wallkill após Lee

Ao leste, as regiões que já sofriam os efeitos colaterais das inundações do furacão Irene quase duas semanas antes tiveram esses problemas agravados em 51–102 mm (2–4 in) de novas chuvas em solo saturado e rios ainda inchados. O rio Wallkill atingiu o cume em 1.5 m (5 ft) acima do estágio de inundação no condado de Ulster, e a vila de Washingtonville no condado de Orange ao sul foi isolada como tinha estado depois de Irene pelas águas crescentes do riacho de Moodna Creek. O Centro Governamental do Condado de Orange em Goshen, reaberto um dia antes, foi fechado indefinidamente. As estradas foram fechadas, incluindo as saídas na New York State Thruway no Mohawk Valley, e ao sul da saída da Interestadual 84 em Newburgh, toda a estrada. Algumas empresas que gastaram muito tempo e dinheiro para reabrir após Irene foram novamente inundadas. A Petco inundou por causa da tempestade tropical, resultando em quase 100 animais se afogando após uma tentativa fracassada de levá-los para um local seguro.

### Pensilvânia
As enchentes em Wilkes-Barre levaram à evacuação obrigatória em 8 de setembro de todas as áreas afetadas pelas enchentes do furacão Agnes em 1972. O rio Susquehanna atingiu um recorde de alta de 13.0 m (42.6 ft) na duramente atingida Wilkes-Barre na manhã de sexta-feira, 9 de setembro. O sistema de diques foi mantido na cidade do nordeste da Pensilvânia. O rio chegou ao topo dos 12.5 m (40.9 ft) nível de inundação causada por Agnes. Outras cidades no nordeste da Pensilvânia, que não eram protegidas por um sistema de diques, enfrentaram enchentes históricas. West Pittston, Pittston, Tunkhannock, Edwardsville, Plymouth Township e Nanticoke foram apenas algumas áreas afetadas. Cerca de 100.000 pessoas foram deslocadas.
No condado de Columbia, a Feira de Bloomsburg foi forçada a ser cancelada pela primeira vez em seus 157 anos de história devido a extensos danos ao recinto da feira.
Na fronteira dos condados de Northumberland e Columbia, o conhecido parque de diversões Knoebels recebe inundações no parque. A inundação foi próxima aos danos causados pelo furacão Agnes em 1972. O parque sofreu grandes danos, com quase todos os seus funcionários contribuindo naquela semana para ajudar na reabertura. A maior parte do parque foi inaugurada na semana seguinte.
A previsão de enchentes levou Harrisburg a evacuar 10.000 pessoas de áreas baixas do centro da cidade. A residência do governador da Pensilvânia foi evacuada devido ao aumento das enchentes. Lee fez com que o rio Susquehanna atingisse o terceiro pior estágio de inundação de sua história e fez com que o riacho Swatara atingisse seu nível mais alto de todos os tempos. Um bisonte que se afogava no parque de vida selvagem do ZooAmerica em Hershey, Pensilvânia, foi baleado porque não pôde ser resgatado das enchentes. Outro bisão se afogou antes que pudesse ser resgatado. A forte chuva causou um deslizamento de rochas nas proximidades da Curva de Conshohocken, inundando perto da Avenida Belmont e um deslizamento da Avenida Girard na Schuylkill Expressway, uma importante artéria na Filadélfia.

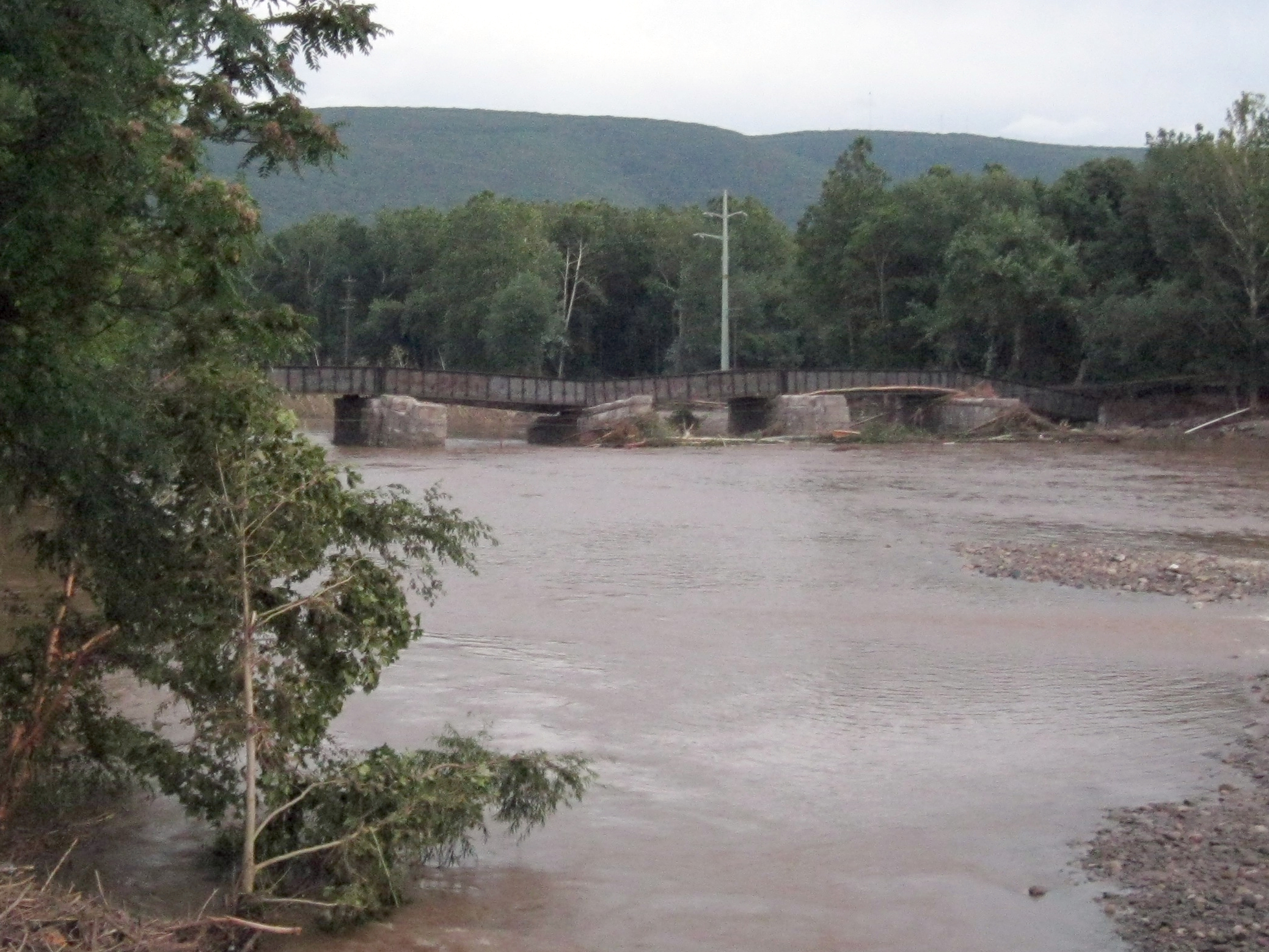
A ponte Lycoming Valley Railroad fortemente danificada sobre Loyalsock Creek em Montoursville

No condado de Sullivan, a vila de Sonestown foi quase completamente destruída. Uma barragem na ribeira de Birch Creek, no vilarejo de Mildred, desabou, causando uma grande quantidade de danos ao longo da US Route 220.
A parte oriental do condado de Lycoming sofreu grandes danos de enchentes associados aos remanescentes de Lee. Os bairros de Picture Rocks e Hughesville e a vila de Glen Mawr tiveram que ser evacuados devido às enchentes em Muncy Creek. Uma ponte no extremo leste da Rota 973 da Pensilvânia sobre Loyalsock Creek desabou em 8 de setembro. A ponte Lycoming Valley Railroad sobre Loyalsock Creek em Montoursville foi fortemente danificada por enchentes, tornando-a inutilizável. As fortes chuvas dos remanescentes da tempestade tropical Lee elevaram o riacho "mais alto do que qualquer coisa que vimos na história registada", de acordo com um oficial do condado. A substituição da ponte PA 87 destruída e os reparos na ponte ferroviária danificada e na Rota 87 da Pensilvânia foram estimados em mais de $ 25 milhões.
No condado de Dauphin, os danos totalizaram cerca de US$ 150 milhão. A tempestade destruiu 294 edifícios e danificou outros 2.234. No vizinho Condado de Lebanon, 2.212 casas sofreram danos. Os danos no condado de York chegaram a US$ 2,9 milhão.
Entre 180 and 380 mm (7 and 15 in) de chuva caiu no noroeste do condado de Lancaster, a pior tempestade a atingir a área desde o furacão Agnes em 1972. A cidade de Lancaster recebeu 197 mm (7.76 in) de chuva, enquanto os bairros de Elizabethtown e Mount Joy mediram 380 mm (15 in) de chuva. A chuva forte do ribeiro de Chiques Creek arrancou a ponte coberta de Siegrist's Mill, construída em 1885, de cinco toneladas, e varreu a ponte rio abaixo.

### Área de Washington DC
O Serviço Nacional de Meteorologia informou 7,03 polegadas de chuva em três horas em Ft. Belvoir, 13,900 mm (547 in) na área da Francônia e 16,700 mm (657 in) em Reston. Chuvas recordes resultaram na inundação da maioria dos riachos e cursos d'água nos subúrbios da Virgínia do Norte, causando quatro mortes, todas por afogamento. Em Fairfax County, Virginia, a VDOT estimou até US$ 10 milhões em danos a estradas e pontes.
A tempestade tropical Lee aumentou as chuvas do furacão Irene. O Serviço Meteorológico Nacional relatou chuvas totais recordes de 30 dias no condado de Prince George, Maryland, incluindo 24,13 polegadas no Largo, 60,900 mm (2,398 in) em Forestville e 54,600 mm (2,149 in) em Forest Heights.